# هاشم رضا
هاشم رضا لاعب كرة قدم عراقي سابق كانت انطلاقته من مدينته الام كربلاء قبل أن تقوده النجومية صوب فريق العاصمة (الشرطة) فمثله خير تمثيل على مدى 11 موسما نجح خلالها في احراز لقب هداف الدوري وشارك مع المنتخب الوطني العراقي في عشر مباريات دولية فقط وقرر بعدها الانتقال إلى صفوف فريقه الام (كربلاء) والذي سبق وان مثله قبل ثلاث مواسم والذي يقوده المدرب عبد الغني شهد.